# K2Rhym
K2Rhym, de son vrai nom Karim Gharbi, né le 14 octobre 1980 à Tunis, est un rappeur, producteur et homme politique tunisien.

## Biographie

### Carrière musicale
Né le 14 octobre 1980, Karim Gharbi réside en Tunisie jusqu'à l'âge de quinze ans, avant de partir pour la France et s'installer à Saint-Denis. Il y devient rappeur puis producteur. Devenu populaire, il possède 2,4 millions d'abonnés sur Facebook, 1,5 million sur Instagram et 100 000 sur YouTube.
Particulièrement populaire au Moyen-Orient, il signe à EMI France puis Virgin Middle East. Il est nommé meilleur artiste du Moyen-Orient aux MTV Video Music Awards de 2012 et lauréat du prix du meilleur rappeur du Moyen-Orient en 2015.
Il anime ensuite l'émission Urban fen sur Hannibal TV.

### Parcours politique
Rompant avec son image de bad boy, il se donne une image de piété, troque ses tenues vestimentaires extravagantes au profit d'un costume-cravate, et se lance en politique en 2019.
À partir de 2020, il se lance dans des actions caritatives comme des rénovations d'établissements scolaires, la prise en charge d'enfants de l'association La Voix de l'enfant, le don d'équipements médicaux et de masques chirurgicaux à des hôpitaux, et le don de moutons pour l'Aïd al-Adha. Ses actions lui valent d'être comparé à l'homme d'affaires Nabil Karoui qui a mené des actions caritatives avant de se lancer en politique. En janvier 2021, il affirme avoir conclu un accord avec la Chine pour fournir la Tunisie en vaccins contre la Covid-19, ce que l'ambassade de Chine dément.
Alors qu'il annonce sa candidature à l'élection présidentielle tunisienne de 2024, il affirme avoir été empêché de candidater avec le refus des autorités de lui fournir une copie de son casier judiciaire. Il est ensuite condamné à un an de prison et déclaré inéligible à vie pour achat de parrainages.

### Vie privée
Il est marié à Nesrine Ben Ali, la fille de l'ancien président Zine el-Abidine Ben Ali, entre janvier et octobre 2019, après avoir officialisé leur relation en décembre 2018.

## Discographie
- Chroniques (2007)[7]